# Boris Dubrovskij
Boris Jakovlevitj Dubrovskij (russisk: Борис Яковлевич Дубровский, født  8. oktober 1939 i Moskva, Sovjetunionen, død 14. august 2023) var en sovjetisk roer og olympisk guldvinder.
Dubrovskij roede dobbeltsculler sammen med Oleg Tjurin, og duoen vandt sølv ved det første VM i roning i 1962. De vandt også EM-bronze i 1963 fulgt af EM-guld i 1964.
De var derfor blandt favoritterne ved OL 1964 i Tokyo og vandt også deres indledende heat sikkert, selvom tiderne i deres heat var noget langsommere end i de øvrige heats. I finalen lagde Tjurin og Dubrovskij sig i spidsen fra starten, og der holdt de sig til mål til en sikker guldmedalje, mens amerikanerne Sy Cromwell og Jim Storm var 2½ sekund efter på andenpladsen, og Vladimír Andrs og Pavel Hofmann fra Tjekkoslovakiet blev nummer tre.
Tjurin og Dubrovskijs sidste store internationale resultat var EM-sølv i 1965.

## OL-medaljer
- 1964:  Guld i dobbeltsculler